# رچد (گروه موسیقی)
رچد (انگلیسی: Wretched) یک گروه دث متال آمریکایی از شارلوت، کارولینای شمالی است که در سال ۲۰۰۵ تشکیل شد.